# Scheffau am Tennengebirge
Scheffau am Tennengebirge är en ort och kommun i Österrike. Den ligger i distriktet Hallein i förbundslandet Salzburg, 240 kilometer väster om huvudstaden Wien. 
Kommunen består av fyra orter (Ortschaften) (inom parentes invånarantal 1 januari 2024):
- Scheffau am Tennengebirge (1 209)
- Voregg (97)
- Wallingwinkl (117)
- Weitenau (44)